# Martin Chabada
Martin Chabada, född 14 juni 1977 i Kladno, Tjeckien, är en tjeckisk före detta professionell ishockeyspelare (forward). 
Chabada påbörjade sin seniorkarriär i det tjeckiska topplaget HC Sparta Prag, där för övrigt den förre Luleåtränaren Slavomir Lener fanns. Han (Lener) var också en av anledningarna till att Chabada kom till Luleå Hockey inför säsongen 2006/2007.
Martin Chabada är draftad av New York Islanders i NHL (år 2002, åttonde rundan, 252:a totalt), och han har även spelat för deras farmarlag, Bridgeport Sound Tigers.